# ساموئل اسمیت (سیاستمدار کانادای علیا)
ساموئل اسمیت (انگلیسی: Samuel Smith; ۲۷ دسامبر ۱۷۵۶ – ۲۰ اکتبر ۱۸۲۶) سیاست‌مدار اهل کانادا بود.